# Patrik Haltia
Patrik Haltia, född 29 juni 1973, är en svensk före detta professionell ishockeymålvakt som spelade för Färjestad BK. Han var även en säsong, 1994, i Calgary Flames i Kanada. Säsongen 1995-96 hade Haltia Elitseriens bästa räddningsprocent, SVS.

## Meriter
- 1990 - SM-silver, Färjestad BK
- 1997 - SM-guld, Färjestad BK
- 1998 - SM-guld, Färjestad BK